# Tricyphona pectinata
Tricyphona (Tricyphona) pectinata là một loài ruồi trong họ Pediciidae. Chúng phân bố ở vùng sinh thái Palearctic.